# 영월 보덕사 석조여래좌상
영월 보덕사 석조여래좌상(寧越 報德寺 石造如來坐像)은 강원특별자치도 평창군 진부면, 월정사에 있는 조선시대의 불상이다. 2014년 3월 7일 강원특별자치도의 문화재자료 제157호로 지정되었다.

## 개요
경주 불석으로 만든 조선후기의 상이다. 신체에 비해 큰 머리는 약간 앞으로 숙여져 있다. 머리에는 기다란 반달모양의 중심계주(中心髻珠)와 원통모양의 정상계주(頂上髻珠)가 표현되어 있다. 양 귀는 붙어 있어 정면에서는 귓바퀴와 귓불의 모양이 보이지 않는다. 가슴 위에서 가로지른 옷 주름이나 오른쪽 어깨를 한 번 더 덮고 있는 옷자락, 양 다리 앞에 부채처럼 펼쳐진 옷자락 등은 조선시대 불좌상에서 보이는 보편적인 특징이다. 양 손을 배 앞에 두고 있는데, 그 위에는 둥근 보주가 얹혀 있어 약사불좌상임을 알 수 있다. 양 무릎의 폭이 좁고 무릎의 높이가 낮지만, 그 위에 표현된 옷 주름은 섬세하게 조각되었다. 현재 두터운 개금으로 섬세하게 조각된 옷 주름이 잘 드러나지 않아 아쉬움이 있다. 바닥면에는 따로 복장공을 조성하지 않아 동반된 복장유물은 없다.

## 지정 사유
경주 불석(佛石)으로 조성된 불상으로 작은 크기임에도 불구하고 섬세하게 조각되어 있으며 조선후기 불상의 특징을 잘 갖추고 있는 등 불교미술사적으로 중요한 가치를 지니고 있다.

## 참고 자료
- 영월 보덕사 석조여래좌상 - 국가유산청 국가유산포털